# Lac des Eudistes
Pour les articles homonymes, voir Eudistes (homonymie).
Le lac des Eudistes est un plan d'eau douce, du territoire non organisé de Lac-Jérôme, dans la municipalité régionale de comté (MRC) de Minganie, dans la région administrative de la Côte-Nord, dans la province de Québec, au Canada.
La rivière Manitou traverse le lac du nord au sud et continue jusqu'au golfe du Saint-Laurent.

## Emplacement
Le lac des Eudistes comporte une longueur de 10 km, une largeur de 4 km et une altitude de 148 m. Ce lac situe à 20 km en amont de l'embouchure de la rivière Manitou.
Le lac a une superficie de 30,2 km2 Ce lac comporte les baies suivantes (selon le sens horaire à partir de l'embouchure): anse Eugène-Francis, baie à Johnny-Tremblay, baie Imbeault, baie des Trois Sœurs, Baie du Lac à Nazaire, anse à Gaudreau, baie Pilot, baie des Tugs.
Le cours de la rivière Manitou traverse du nord vers sud le lac des Eudistes sur 10,7 km. L'embouchure du lac est située au fond d'une baie triangulaire du sud-est.

## Toponymie
Les Innus désignent ce plan d'eau « Mantu Nipi », signifiant « lac du grand esprit », ou Manitou. Le nom français est en l'honneur de la Congrégation de Jésus et Marie, ou Eudistes, un ordre fondé en 1643 à Caen par Saint Jean Eudes (1601–1680). L'ordre a été suspendu pendant la Révolution française, puis réformé en 1826 avec la mission d'éducation et de propagation de la foi chrétienne.
Les Eudistes s'établirent dans les provinces maritimes en 1890 et au Québec à partir de 1903. Elles se sont vu confier la responsabilité de l'ensemble de la Côte-Nord, y compris l'île d'Anticosti, et ont fondé plusieurs paroisses, missions et écoles.
Le lac a reçu ce nom pour la première fois en 1916 dans la Nomenclature des noms géographiques de la province de Québec publiée par la Commission de géographie. Il s'appelait autrefois lac à Sec.

## Pêche
La Pourvoirie Mabec offre des services de pourvoirie dans un territoire de 105 km2, y compris le lac des Eudistes et le lac Brézel.
Les principales espèces de poissons sont l'Omble de fontaine («Salvelinus fontinalis») et l'Omble chevalier («Salvelinus alpinus»), la truite pesant souvent 3 -5 lb.. La pêche est autorisée en juin et août, mais pas en juillet. Au début de la saison, les poissons se trouvent dans les principaux lacs, mais à la fin de l'été, ils migrent vers la rivière Manitou.